# Skarp rökriska
Skarp rökriska (Lactarius acris) är en svampart som först beskrevs av James Bolton, och fick sitt nu gällande namn av Samuel Frederick Gray 1821. Skarp rökriska ingår i släktet riskor och familjen kremlor och riskor.  Arten är reproducerande i Sverige. Inga underarter finns listade i Catalogue of Life.

## Källor

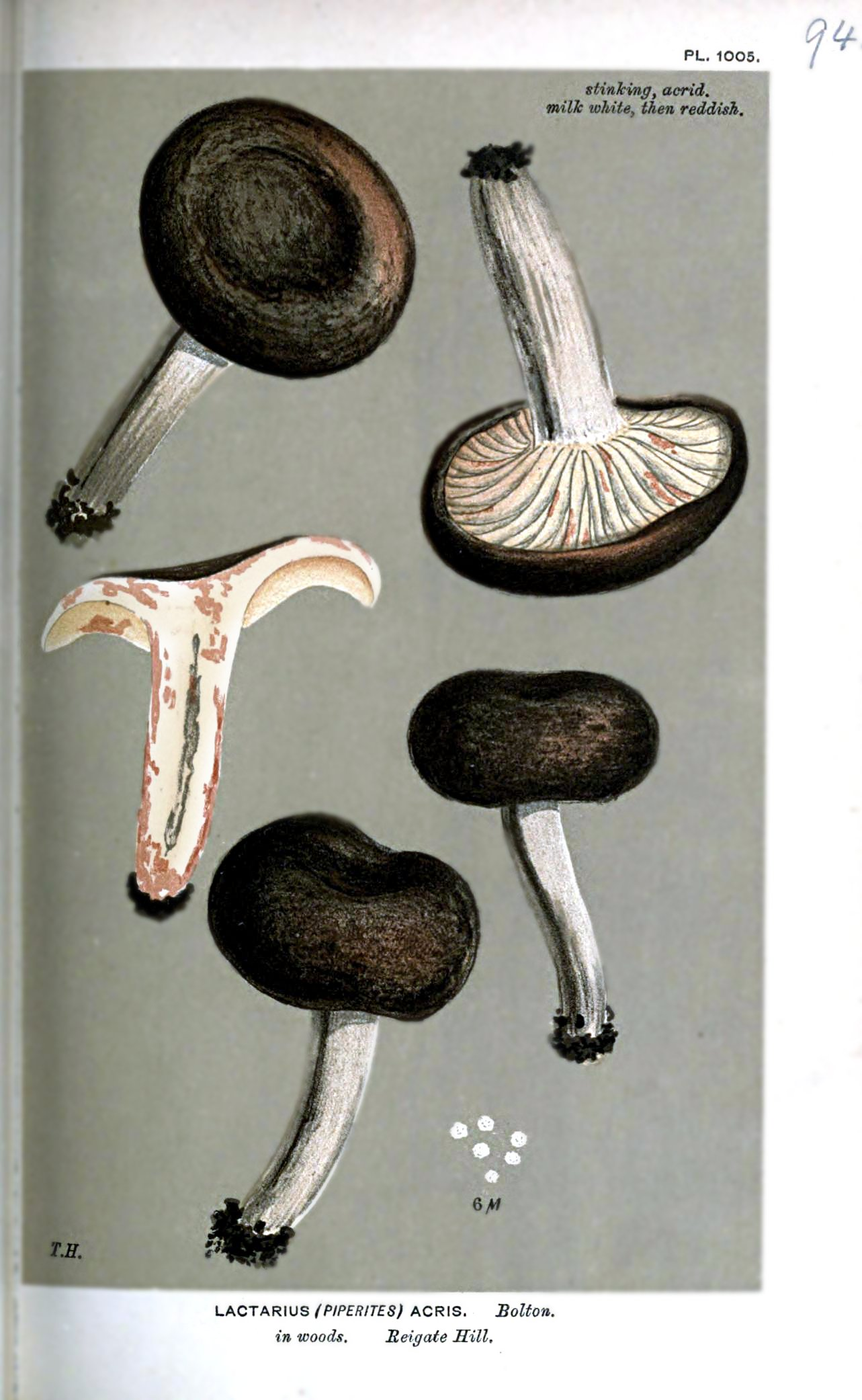
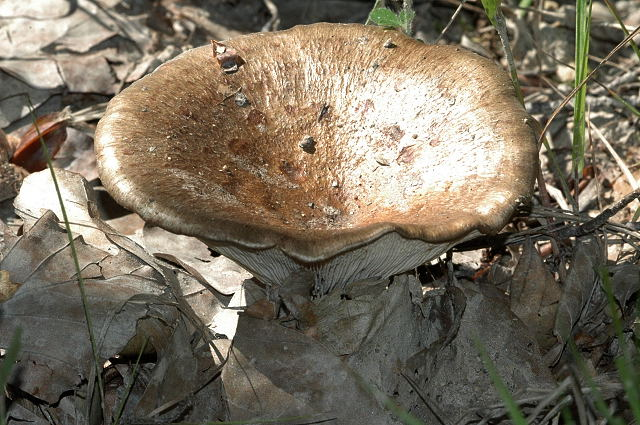
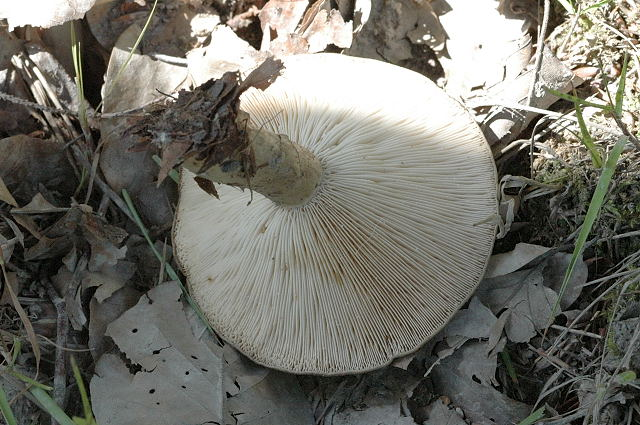
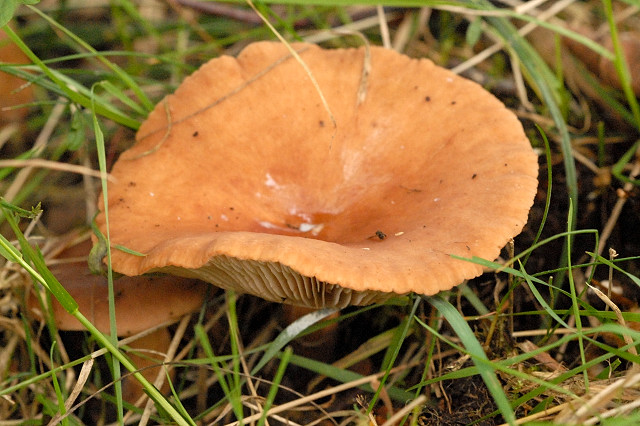
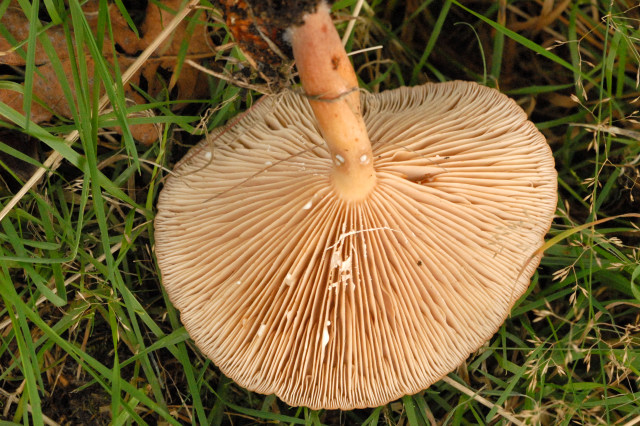